# Lubricated Goat
Lubricated Goat byla australská noise rocková kapela osmdesátých let. Proslavli se tím, že v televizním pořadu hráli nazí, měli na sobě jen své nástroje a boty. Byli ovlivněni zejména skupinami jako The Stooges a The Birthday Party. Lubricated Goat hráli špinavý, konfrontační rock, jenž předcházel žánru grunge.

## Diskografie

### Alba
- Paddock of Love (1988)
- Psychedelicatessen (1990)
- Forces You Don't Understand (1994)

### EPs
- Plays the Devil’s Music (1987)
- Schadenfreude 12" (1989)

### Singly
- „Meating My Head“ (1989)
- „Shut Your Mind“ (1992)
- „Play Dead“ (1993)

### Kompilační album
- The Great Old Ones (2003)